# Пайрон
Пайрон (тадж. Париён — озеро духов, озеро фей) — озеро в Шахринавском районе Районов республиканского подчинения Таджикистана. Расположено в бассейне реки Каратаг на высоте 2200 метров над уровнем моря, в 70 км от Душанбе. С северо-востока в озеро впадает река Пайрон.
Общая площадь акватории озера — 0,14 км². Длина — 700 м, ширина — 150—250 м. Максимальная глубина — 18,6 м.
Согласно классификации природных вод по выделению гидрохимических фаций Г. А. Максимовича, Пайрон входит в зону горных территорий гидрокарбонатной гидрохимической формации с преобладанием гидрокарбонатно-кальциевых вод. В таблице учёного приведены следующие характеристики вод озера:
| Формация         | Фация               | Минерализация, мг/л |
| ---------------- | ------------------- | ------------------- |
| Гидрокарбонатная | HCO3— Na+ +K+ —Ca²+ | 50—150              |